# Borja Penalba
Borja Penalba Català (València, 10 de desembre de 1975) és un compositor, productor, arranjador i músic, que ha treballat, entre d'altres, amb Mireia Vives, Feliu Ventura, Lluís Llach, Roc Casagran, Maria del Mar Bonet, Obrint Pas, Miquel Gil, Joan Amèric, Marc Parrot, Sílvia Pérez Cruz, Bruno Oro, Albert Pla, Lídia Pujol, Elena Gadel, Lluís Danés, Verdcel, Aspencat o Andreu Valor. Va formar part del grup valencià de rock Dropo.
Va compondre la música original per a la sèrie La forastera i la banda sonora, conjuntament amb Lluís Llach, de la pel·lícula Salvador, dirigida per Manuel Huerga.

## Discografia
Ordre cronològic, com a Compositor (C), Productor (P), Arranjador (A) i/o Músic (M)
- Giròvag (Blau-Discmedi, 2024) (C-P-A-M)
- Pell (Acció Cultural del País Valencià / Primavera d'Hivern / Bureo Músiques, 2021) (P-A-M)
- L'Ovidi se'n va a la Beckett (Sembra Llibres i Propaganda pel fet!, 2021)[4] (C-P-A-M)
- Maria del Mar Bonet amb Borja Penalba, de Maria del Mar Bonet i Borja Penalba - Discmedi/Blau, 2020 (C-P-A-M)[5]
- Cançons de fer camí, de Mireia Vives i Borja Penalba - Bureo, 2019 (C-P-A-M)[6]
- Convocatòria, de Feliu Ventura - Propaganda pel fet!, 2019 (P-A-M)
- Geometries, de Miquel Gil - Temps Record, 2019 (C-P-A-M)
- Cuidados violentos, de Fran Yera - Autoedició, 2019 (P-A-M)
- Línies en el cel elèctric, de Mireia Vives i Borja Penalba - Mésdemil, 2017 (C-P-A-M)
- L'amor fora de mapa, de Mireia Vives i Borja Penalba - Mésdemil, 2016 (C-P-A-M)
- Cançó "Senso", lletra de Manel Alonso, música de Borja Penalba, interpretada per Andreu Valor i Borja Penalba. (C-P-A-M). Àlbum: Després vingué la música - Bureo Músiques, 2015
- Estellés, de mà en mà, llibre-disc antologia de Francesc Anyó i Borja Penalba - Onada Edicions i De mà en mà Produccions, 2014 (C-P-A-M)
- Dones i Dons de Tomàs de los Santos + Borja Penalba - Autoedició, 2014 (C-P-A-M)
- Vers l'infinit de Feliu Ventura - Propaganda pel fet!, 2013 (C-A-M)
- A l'ombra de l'obscuritat d'Andreu Valor - Autoedició, 2012 (M)
- Directament de Joan Amèric - Temps Record, 2012 (P-A-M)
- Música i lletra de Feliu Ventura - Propaganda pel fet!, 2011 (C-P-A-M)
- Barricades de paper de Feliu Ventura - Propaganda pel fet!, 2003 (C-P-A-M)
- Alfabets de futur de Feliu Ventura - Propaganda pel fet!, 2006 (C-P-A-M)
- Que no s'apague la llum de Lluís Llach i Feliu Ventura - Propaganda pel fet!, 2005 (C-P-A-M)
- En moviment d'Obrint Pas - Propaganda pel fet!, 2005 (A-M)
- Terra d'Obrint Pas - Propaganda pel fet!, 2003 (A-M)
- La Flama d'Obrint Pas - Propaganda pel Fet, 2004 (A-M)
- Eixos de Miquel Gil - Temps Record, 2007 (P-A-M)
- BSO Salvador de Lluís Llach - BMG, 2006 (C-P-A-M)
- Sàmara de Verdcel - Propaganda pel fet!, 2008 (P-A-M)
- Tranuites Circus - DVD de l'espectacle de Lluís Danés amb música original de Lluís Llach - Mediapro, 2007 (P-A-M)
- 25 años haciendo el imbécil de Los Inhumanos - Filmax Music, 2004 (M)
- Las Canciones de la afición del Levante U.D. Diversos artistes - Venut amb el diari Levante-EMV (C-A-M)
- Sentit de Néstor Mont - Cambra Records, 2003 (M)
- Capítulo II de La Banda del Capitán Canalla - Vale Music, 2003 (A-M)
- Capítulo I de La Banda del Capitán Canalla - Vale Music, 2001 (A-M)
- La velleta centenària de Dropo - Cambra Records, 1997 (C-P-A-M)